# Сигман, Карл
Карл Сигман (англ. Carl Sigman; 24 сентября 1909, Бруклин, Нью-Йорк — 26 сентября 2000, Манхассет, Нью-Йорк) — американский автор песен. Хотя Сигман написал множество мелодий для песен, он был в первую очередь автором текстов, который сотрудничал с такими авторами песен, как Боб Хиллиард, Боб Рассел, Джимми Ван Хьюзен и Дюк Эллингтон.
Он также написал англоязычные тексты ко многим песням, которые изначально были написаны на других языках, таким как «Answer Me», «Till», «The Day the Rains Came», «You’re My World» и «What Now My Love?». В эпоху биг-бэнда Сигман сочинял произведения, которые использовали ведущие лидеры групп, такие как Гленн Миллер и Гай Ломбардо. Среди них была «Pennsylvania 6-5000». Его песни также были хитами для отдельных исполнителей. Одними из наиболее известных являются «My Heart Cries for You», которые были записаны тремя разными исполнителями в 1951 году: Диной Шор, Гаем Митчеллом и Виком Деймоном. Два года спустя песня Сигмана «Ebb Tide» стала хитом для Фрэнка Чаксфилда; а в 1965 году The Righteous Brothers попали с ней в топ-10 чарта Billboard. Её также записали Фрэнк Синатра, Элла Фитцджеральд, The Platters и сотни других.
Томми Эдвардс занял 1-е место в 1958 году с песней «It’s All in the Game», слова Сигмана положены на музыку будущего вице-президента Чарльза Гейтса Дауэса, которую сочинил в 1912 года. Его больше всего помнят за то, что он написал текст песни «Where Do I Begin», музыкальной темы для фильма «История любви». Фильм стал самым кассовым фильмом в 1970 году, а песня стала хитом для Энди Уильямса.
В 1972 году включён в Зал славы авторов песен.